# The Corsican Brothers (film 1920)
The Corsican Brothers è un film muto del 1920 diretto da Colin Campbell sotto la supervisione di Louis J. Gasnier. È uno dei numerosi adattamenti cinematografici del romanzo I fratelli corsi (Les Frères Corses) di Alexandre Dumas padre.

## Trama

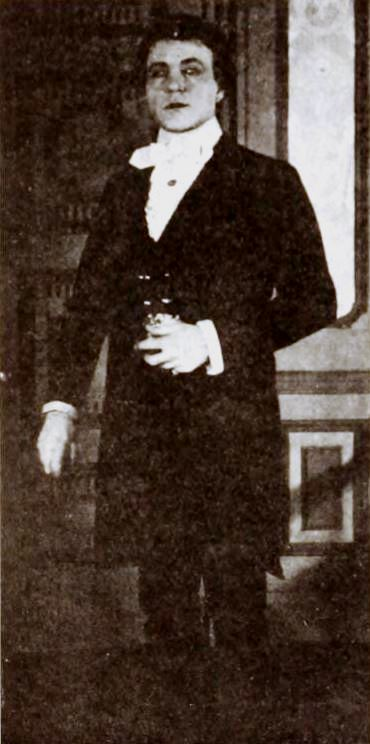
Dustin Farnum

Fabien e Louis Dei Franchi sono due fratelli corsi. Nati gemelli siamesi, alla nascita sono stati subito separati ma il loro legame è rimasto sempre molto forte, influendo anche emotivamente sul loro carattere. Nel villaggio dove vivono giunge un giorno, insieme a suo padre, una bella parigina, Emilie de Lesparre, I due gemelli si innamorano entrambi di lei, ma lei - segretamente - ricambia solo l'amore di Fabien che, quando la giovane riparte, resta in Corsica mentre suo fratello Louis si imbarca anche lui alla volta del continente, volendo intraprendere a Parigi gli studi in giurisprudenza. Nella capitale, Louis continua a frequentare Emilie che è corteggiata anche da Chateau Renaud. Durante una cena a casa di quest'ultimo, i due uomini - rivali in amore - si sfidano a duello. Nello scontro, Louis rimane ucciso. Fabien allora lascia la Corsica per recarsi a Parigi, dove vendicherà la morte del gemello uccidendo Chateau Renaud anche lui a duello.

## Produzione
Il film fu prodotto dalla United Picture Theatres of America Inc..

## Distribuzione
Distribuito dalla United Picture Theatres of America Inc., il film uscì nelle sale cinematografiche statunitensi il 22 febbraio 1920. Nello stesso anno, il fu distribuito anche in Finlandia (15 novembre) e in Svezia (13 dicembre), con il titolo Korsikanska bröderna.
Copie della pellicola (un positivo 35mm in nitrato, parzialmente decomposto, un negativo in 35mm e un positivo 16mm) sono conservate nella collezione dell'American Film Institute della Library of Congress.